# Sílvia Orriols
Sílvia Orriols i Serra, född 9 oktober 1984 i Vic i Katalonien, är en katalansk politiker och ordförande för det högerextrema politiska partiet Katalanska alliansen. Orriols valdes till borgmästare i Ripoll i juni 2023, och året därpå valdes hon till suppleant i Kataloniens parlament. Hon innehar alla tre rollerna samtidigt.

## Biografi
Orriols har en examen i biblioteks- och informationsvetenskap från Universitetet i Vic och arbetade från 2006 som sekreterare på ett privat företag. Som politiker har hon varit aktiv i flera olika partier. År 2004 ställde hon upp på Estat Catalàs vallistor till Europaparlamentet. Efter självständighetsomröstningen i Katalonien 2017 deltog hon i protesterna i Ripoll mot tillämpningen av artikel 155, vilket bidrog till att höja hennes profil.